# Lagadin
Lagadin (mak. Лагадин) je naselje u Republici Makedoniji, u jugozapadnom djelu države. Lagadin pripada općini Ohrid.
Lagadin ima status grada, iako je naselje u suštini turističko i se sastoji od par desetina privatnih vila i nekoliko hotela.

## Prirodni uvjeti
Naselje Lagadin je smješteno u krajnje jugozapadnom djelu Republike Makedonije. Od najbližeg grada, Ohrida, naselje je udaljeno 10 km južno.
Lagadin se nalazi u oblasti Ohridski kraj, koja se obuhvata istočnu i sjeveroistočnu obalu Ohridskog jezera. Naselje je smješteno na istočnoj obali Ohridskog jezera, a istočno od njega se strmo izdiže planina Galičica. Nadmorska visina naselja je približno 710 metara.
Klima u naselju, i pored znatne nadmorske visine, ima župne odlike, pa je prije umjerena kontinentalna nego planinska.

## Povijest
Lagadin je novo naselje, za potrebe razvoja turizma u drugoj polovini 20. stoljeća.

## Stanovništvo
Lagadin je prema popisu iz 2002. godine imao 20 stanovnika. 
Većinu stanovništva čine etnički Makedonci (90%), a ostalo su mahom Srbi. Naselje turističkog karaktera, pa se tijekom turističke sezone (ljeti) u Lagadinu boravi neusporedivo više ljudi. Tijekom cijele godine tu je stalno naseljeno samo nekoliko obitelji. 
Većinska religija je pravoslavlje.

## Vanjske poveznice
- Stranica općine Ohrid
- Lagadin na Makedonskoj Wikipediji
- Popis gradova u Makedoniji  Arhivirana inačica izvorne stranice od 19. listopada 2016. (Wayback Machine)